# 페이브웨이

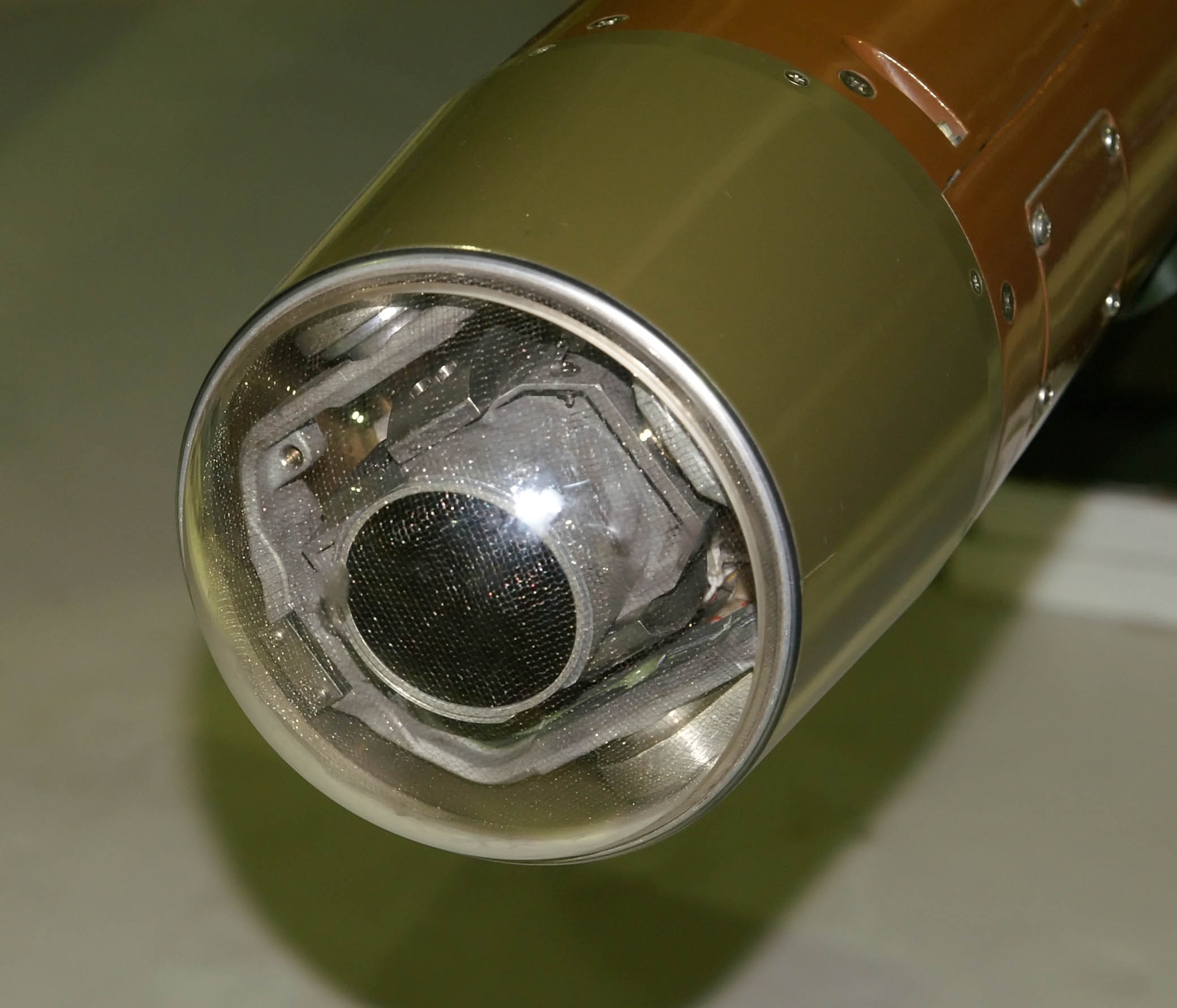
Paveway III 폭탄의 시커

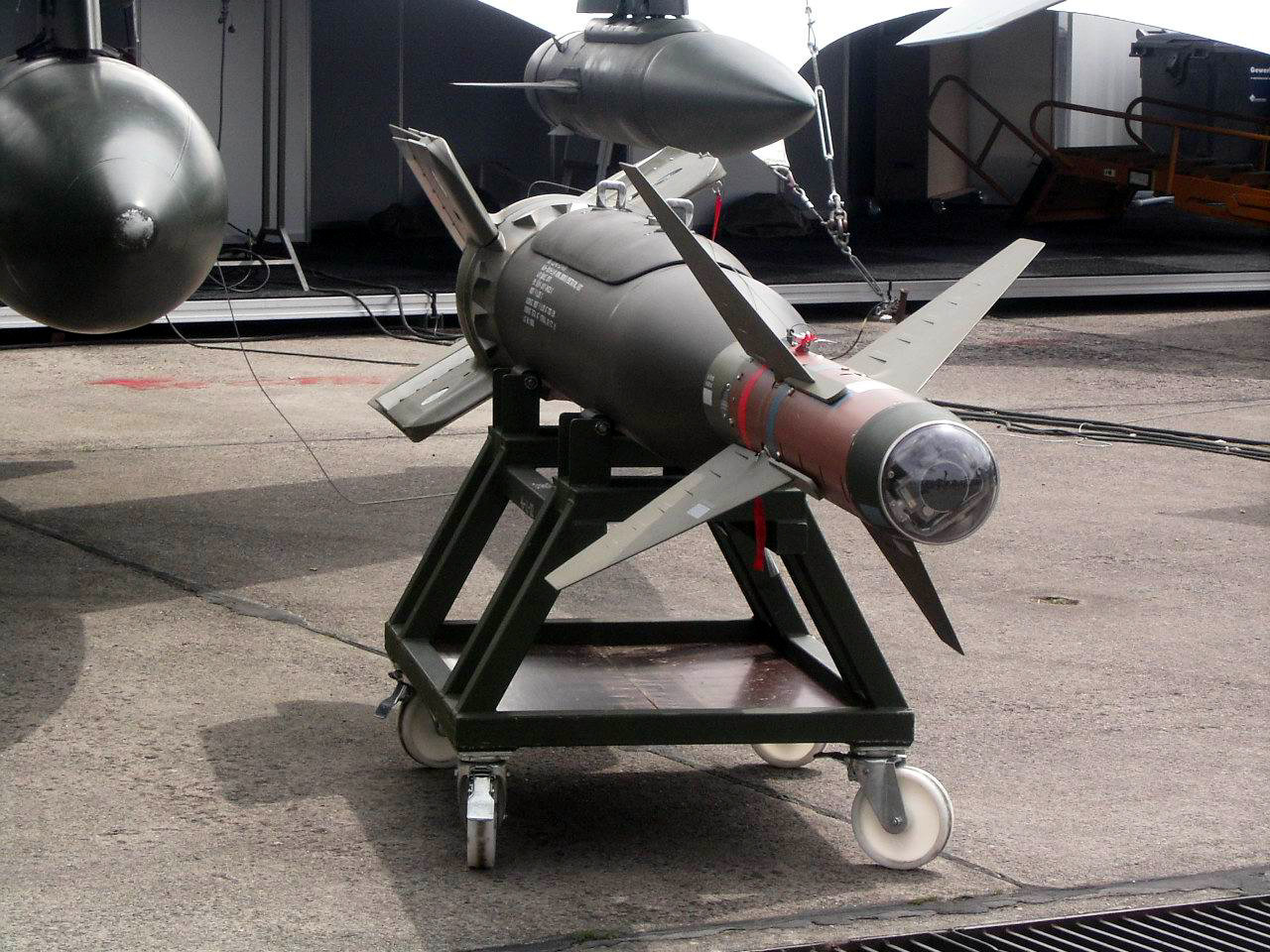
Paveway III

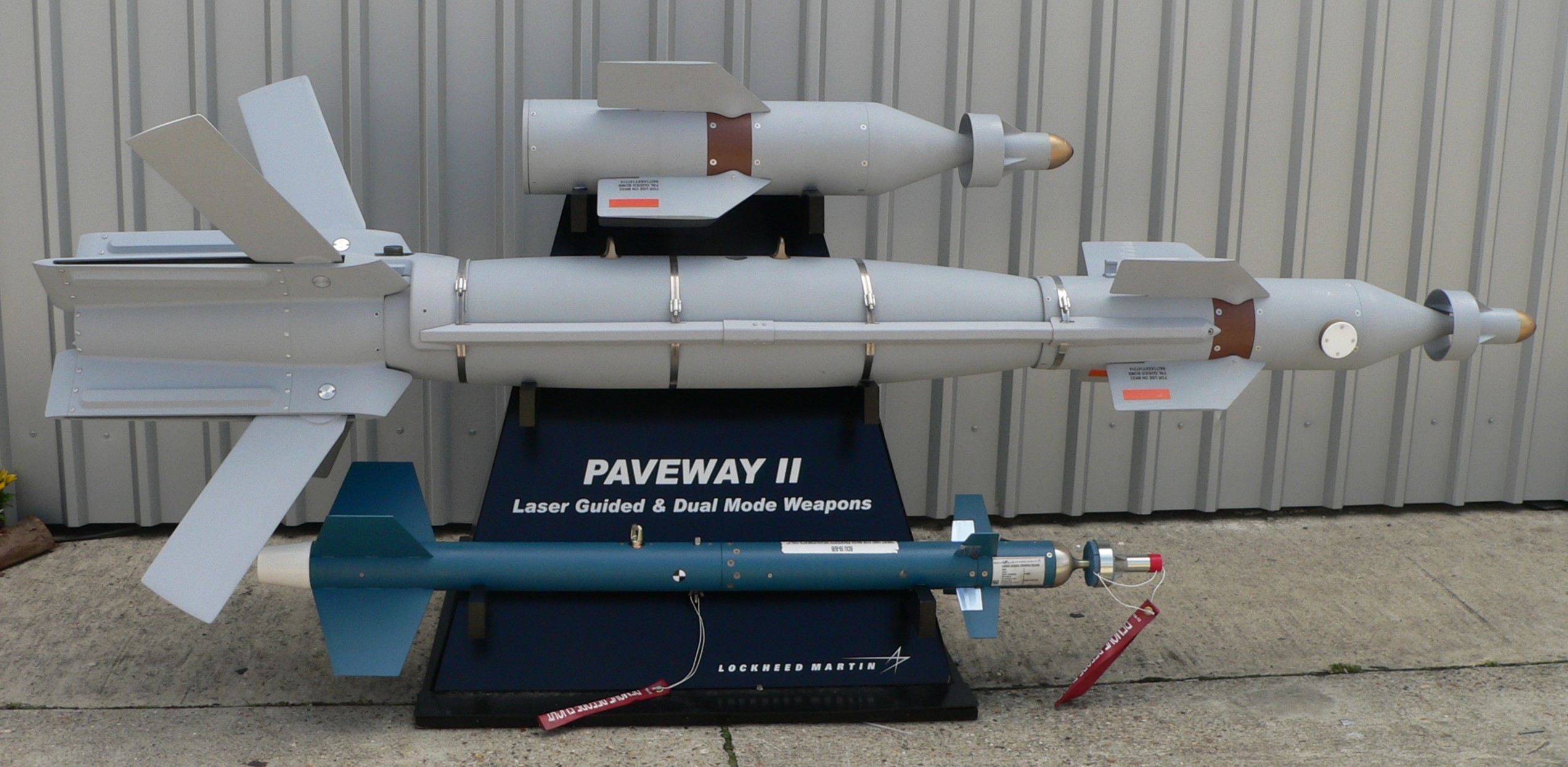
Paveway 2 폭탄의 컴퓨터 제어부

페이브웨이는 레이시온이 만든 레이저 유도 폭탄의 상표이다. 2001년에 록히드 마틴이 레이저 유도 폭탄의 2위 공급자가 되었다. 페이브웨이 시리즈는 1964년 텍사스 인스트루먼트에서 개발이 시작되었다.
- GBU-10 페이브웨이 II - Mk 84 2000 파운드 (907 kg) 폭탄
- GBU-12 페이브웨이 II - Mk 82 500 파운드 (227 kg) 폭탄
- GBU-16 페이브웨이 II - Mk 83 1000 파운드 (454 kg) 폭탄
- GBU-22 페이브웨이 III - Mk 82 500 파운드 (227 kg) 폭탄.
- GBU-24 페이브웨이 III - Mk 84/BLU-109 2000 파운드 (907 kg) 폭탄
- GBU-27 페이브웨이 III - BLU-109 2000 파운드 (907 kg) 폭탄
- GBU-28 페이브웨이 III - 벙커버스터
- 페이브웨이 IV - 500 파운드 (227 kg) 폭탄

## 같이 보기
- JDAM - 보잉에서 개발된 레이져유도

```
폭탄
```